# Botoșani (župa)

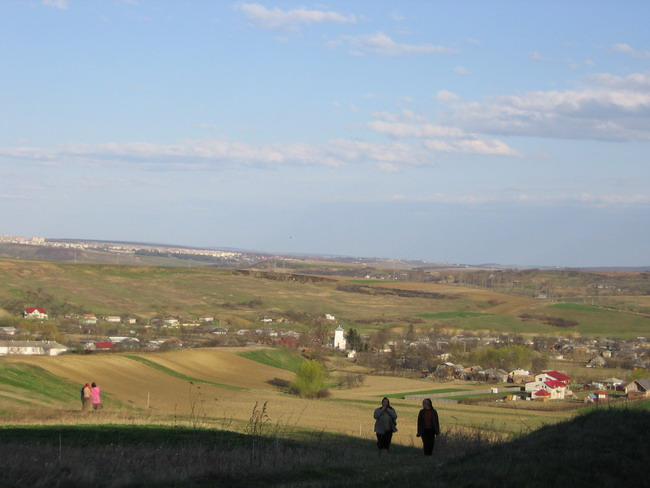
Krajina v Botosani

Botoșani je župa v Rumunsku, rumunské Moldávii, v severovýchodním cípu země u hranice s Ukrajinou a Moldavskem. Nazývá se podle svého střediska, města Botoșani.

## Charakter župy
Župa hraničí na východě s Moldavskem, na severu s Ukrajinou, na jihu s župou Iași a na západě s župou Suceava. Její území je mírně zvlněné, směrem na západ se zvedá. Protéká tudy mnoho řek, většina paralelně jihovýchodním směrem. Největší řeky tečou po hranicích župy – Prut na severu a východě, tvořící zároveň státní hranici, a Siret na západě. Dalšími většími toky jsou Jijia, Sitna a Bușeu. Hlavní město je zároveň největší, má 115 000 obyvatel a je v něm soustředěn téměř veškerý průmysl. V župě o rozloze 4 986 km² žije celkem 461 000 lidí, z nichž je 98 % Rumunů, menšiny tvoří Rusové a Ukrajinci. Průmysl zde není velmi rozšířený, Botoșani je zemědělský kraj – jediné závody tak vyrábějí potraviny. Železniční síť je zde řídká a silniční je ve špatném stavu.

## Obyvatelstvo
V roce 2011 činila populace 398 938 obyvatel. Hustota byla 80 obyv./km2.

### Složení obyvatel
- Rumuni (98,8%)
- Romové (0,7%)
- Rusové (0,2%)
- Ukrajinci (0,2%)

### Počet obyvatel dnes a v historii
| Rok  | Počet obyvatel |
| ---- | -------------- |
| 1948 | 385 236        |
| 1956 | 428 050        |
| 1966 | 452 406        |
| 1977 | 451 217        |
| 1992 | 461 305        |
| 2002 | 452 834        |
| 2011 | 398 938        |

## Ekonomika
- textilní průmysl
- potravinářský průmysl
- elektrotechnický průmysl
- výroba skla a porcelánu

V Stânca-Costești je jedna z největších vodních elektráren v Rumunsku.

## Významná města
- Botoșani (hlavní město)
- Darabani
- Săveni